# Arturo Cella
Arturo Cella Quivent, plus connu comme Cella I, né le 19 février 1896 à Artés (province de Barcelone, Espagne) et mort le 3 mars 1965 à Barcelone, est un footballeur espagnol des années 1910 et 1920 qui jouait au poste d'attaquant.

## Biographie
Il commence à jouer avec les juniors du FC España, puis en équipe première à partir de 1915. Il reste pendant cinq saisons dans ce club[source insuffisante].
En 1920, il est recruté par le FC Barcelone où il joue pendant cinq saisons. Il y joue un total de 123 matches et marque 17 buts[réf. nécessaire].
Il est le frère du footballeur Ceferino Cella (Cella II).

## Palmarès
Avec le FC Barcelone :
- Vainqueur de la Coupe d'Espagne en 1922
- Champion de Catalogne en 1922 et 1924